# Croix de cimetière de Collioure
La croix de cimetière de Collioure est une croix située à Collioure, dans le département des Pyrénées-Orientales (France).

## Description
Datée du XVIe siècle, cette croix en pierre possède une base octogonale, elle-même posée sur un fût cylindrique en bas et octogonal en haut. Ornée de fleurons, la croix présente sur une face le Christ entouré d'anges, et sur l'autre la Vierge et un tétramorphe. La croix seule a une hauteur de 80 cm.
La croix de cimetière de Collioure fait l’objet d’un classement au titre des monuments historiques depuis le  30 novembre 1912.

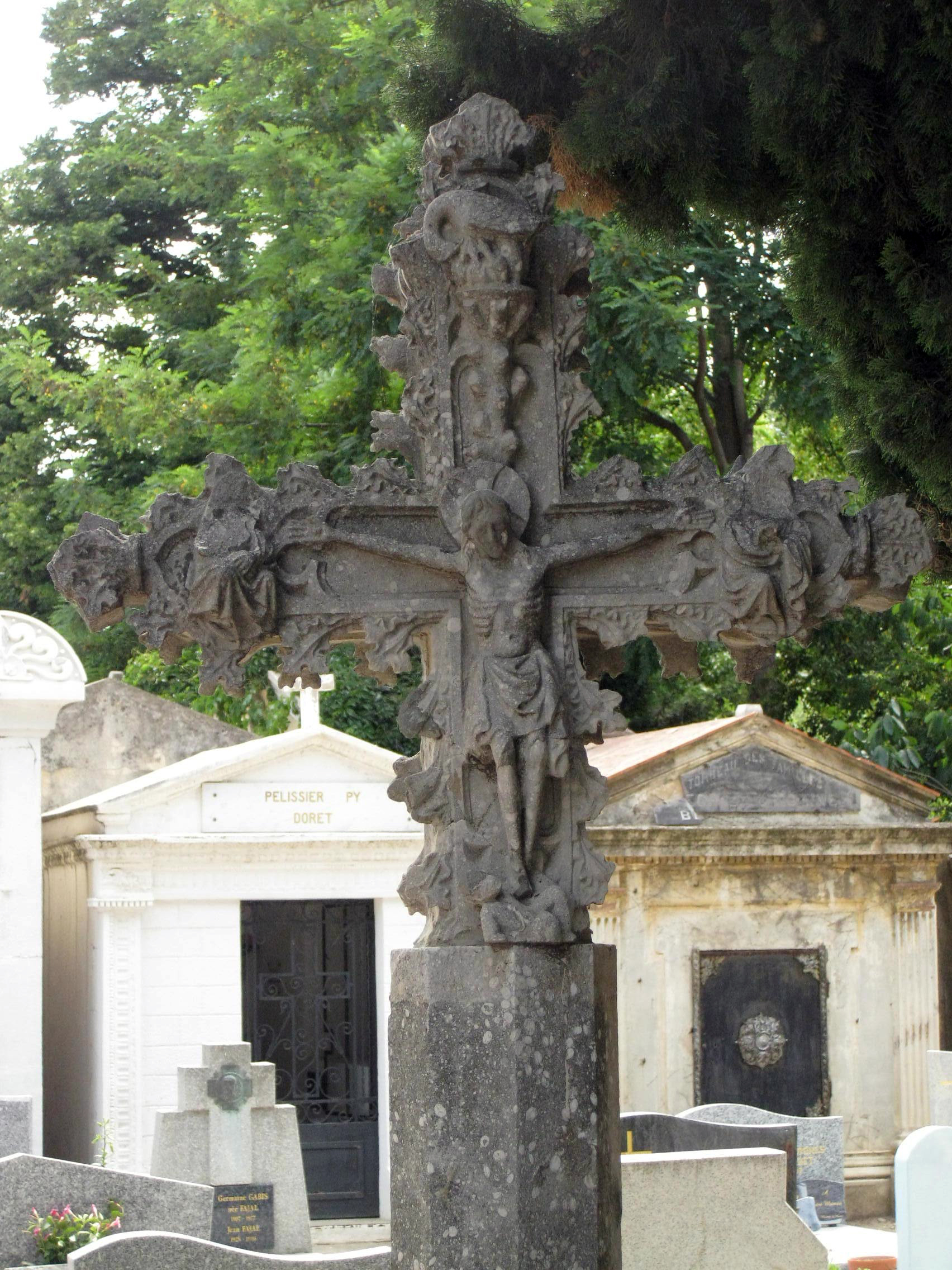
Le verso de la croix.